# 唐朝末年

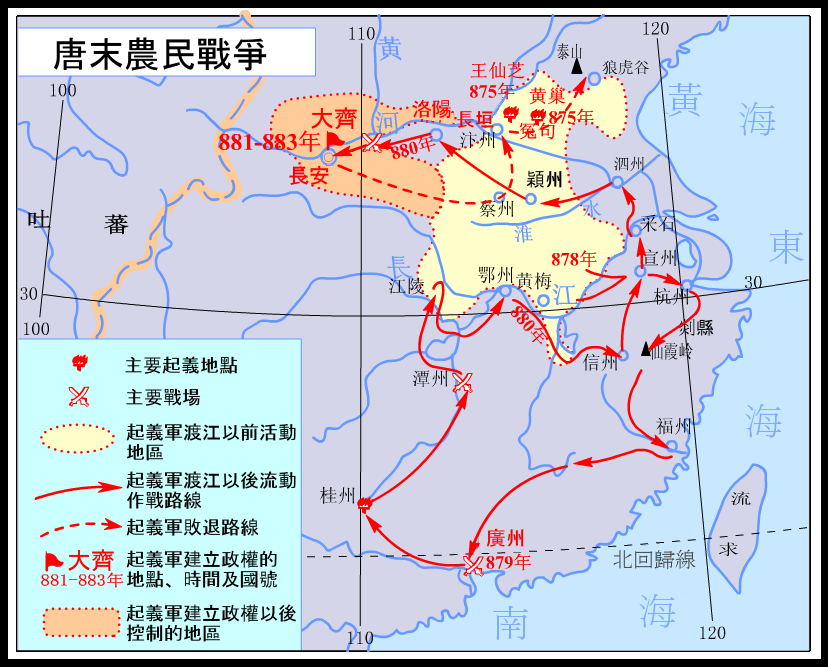
唐末民變形勢圖

唐朝末年（875年－907年，乾符元年－天祐四年）是指黃巢之亂起，直至朱溫篡唐結束，持續33年，这段时间内军阀割据，彼此混戰。
唐朝末年，由於各地節度使擁有自己的武裝力量，加上中央政府政治黑暗，皇權虛弱無力，因而造成群雄割據的局面。
而這些割據勢力又有著不同的興起過程與發展脈絡，反映出那個動亂時代的多元面向。

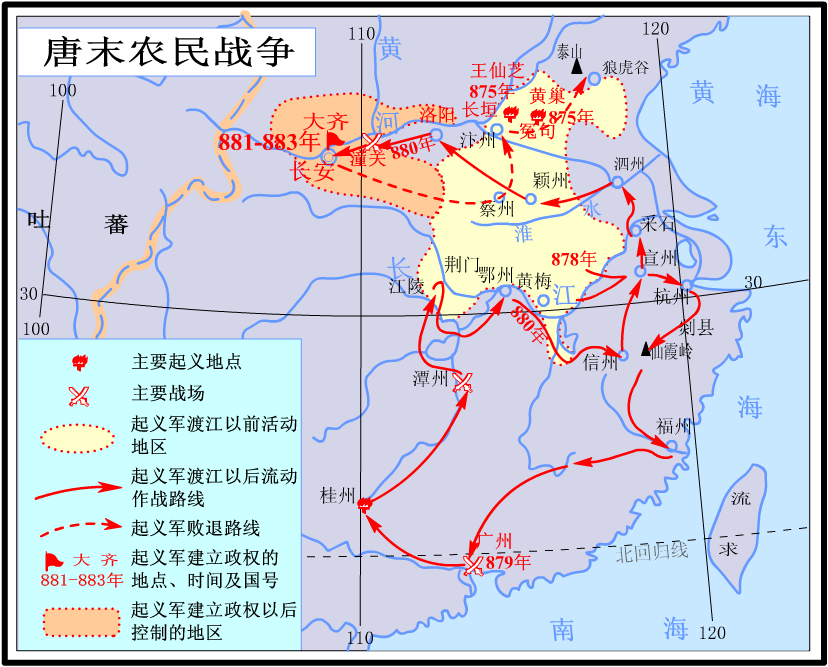
唐末民变形势图

唐朝末年被歸入廣義的五代十國時期。

## 帝國權威的崩潰（875-884）

### 黃巢起義（875-882）
唐宣宗去世後，相繼為帝的唐懿宗與唐僖宗是著名的无道昏君，使唐朝的國勢一直走下坡。政治敗壞、社會貧富差距過大，不少叛亂相繼發生，唐朝經濟命脈的江南地區也被破壞殆盡，徹底動搖這個政權，也產生李國昌、朱全忠等新藩鎮。859年唐懿宗繼位，他為人驕奢淫逸，寵信宦官；並且篤信佛教。為了崇佛，不惜削減軍費。860年後相繼發生裘甫之亂、庞勋之变與王郢之变（僖宗時期）。其中庞勋之变破壞關東地區的經濟，有賴沙陀軍首領朱邪赤心率軍助戰而定，朱邪赤心因功賜名為李國昌，子稱李克用。873年唐僖宗繼位，僖宗專好擊毬、鬥雞，寡聞朝政，更大的叛亂在北方誕生。由於關東連年水災，加上政治敗壞，盐价锐升，使得盜賊不斷。874年王仙芝聚眾於長垣（今河南省長垣县）起事，隔年攻陷山東西部、流竄河南到淮南一帶，聲勢益盛。878年王仙芝戰死於黃梅（今湖北省黃梅县），餘部潰散投奔黃巢。黃巢由亳州（今安徽省亳州市）南下掠奪江南與嶺南地區，沿路屠殺不斷，並且攻陷商業大城廣州，華南經濟幾乎全毀。879年因為軍隊遭遇瘟疫，黃巢率軍經桂州、沿湘江北上竄回江南。隔年，黃巢正式西進，攻陷洛陽與潼關。掌權宦官田令孜帶唐僖宗逃往四川，黃巢入長安後稱帝，號稱大齊，改元金統。各地勤王之師也因為號令不整，收復的長安又被黃巢奪回。

### 勤王反擊 (882-884)
唐室只好赦免叛逃漠北的李國昌、李克用父子，李克用率沙陀兵馬，協助唐軍克復長安。另一方面，黃巢部將朱溫投降，賜名朱全忠，受封宣武節度使（治汴州）。黃巢東走並且包圍陈州刺史赵犨，朱全忠等相救未果。884年李克用率軍解陳州之圍，並且追擊黃巢軍。黃巢於隔年被其甥林言斬殺，歷時十餘年的黄巢之乱被平定 。

## 藩鎮之亂（884-904）

### 藩鎮混戰（889-895）
黃巢降將秦宗權叛變，率軍在中原地區四處攻掠，一度攻陷東都（今河南省洛陽市），造成「極目千里、無復煙火」的局面，直到唐昭宗時才由朱全忠平定:113。平定民變後的唐室因為國力衰退而被關中藩鎮反噬。而宦官與外廷為了政治鬥爭又拉攏藩鎮加入戰局，最後演變成各藩鎮爭奪朝廷。這些實力軍頭們以李國昌、朱全忠與李茂貞最強。秦宗权余部以孙儒为主继续战斗，孙儒败亡后，部将刘建锋转而占领湖南，为后来马殷建立的楚国奠基。
先前885年唐僖宗返京後，仍然信任宦官田令孜。田令孜與河中節度使（轄今山西省南部）王重榮交惡，雙方都拉攏藩鎮並抗衡。王重榮與李克用聯軍成功地攻入長安，田令孜又帶唐僖宗出京避難。原本與田令孜合作的邠宁节度使朱玫、凤翔节度使李昌符也倒戈，率軍追擊田令孜。朱玫奉襄王李熅監國，自己拜相，李昌符暗中不滿，在興元（今陝西南鄭）的唐室趁機說服王重榮、李克用與李昌符聯兵收復長安。唐僖宗返京途中又與李昌符發生衝突，唐僖宗有賴李茂貞平定才得以返回長安，李茂貞也繼任鳳翔節度使。王重榮被部下所殺。888年唐僖宗去世，其弟李曄被宦官楊復恭擁立，即唐昭宗。宣武朱全忠與河東李克用因故不合，雙方上至朝廷，下至藩鎮，都鬥爭不斷。當時張全義與李罕之爭奪河陽節度使（治河南省孟州市），雙方分別拉朱全忠與李克用對戰。結果朱全忠獲勝，兼併河陽、洛陽，擊敗秦宗權後幾乎占領全河南省。當時宦官楊復恭與宰相张濬不和，雙方分別拉攏李克用與朱全忠。890年唐昭宗命张濬挂帅，在朱全忠等配合下讨伐李克用，张濬兵败，昭宗因军队大为折损被迫与李克用和解，贬张濬。李克用趁機併吞昭義的潞州、澤州，約佔領今山西省地區。不久宦官楊復恭失勢，南依其兄子山南西道節度使楊守亮叛變，唐室以李茂貞等人平亂，李克用在朝廷的勢力衰退。李茂贞消灭杨守亮，昭宗却不许他兼领山南西道，因而不和，發生戰爭。最後李茂貞與王行瑜戰勝，他們掌控關中地區，宦官與外廷受其管制，唐室只剩首都一地:114。895年河中王重盈去世，王行瑜、李茂貞與韓建等人與河東李克用爭奪河中。王行瑜趁機入京殺宰相韋昭度等人，並謀廢唐昭宗。李克用緊急率軍入援，而王行瑜被部下所殺，唐室才得以安定。唐帝淪為各藩鎮角力的戰利品。

### 朱李爭雄（895-904）
事後，唐室建立殿後四軍，李茂貞搶先於896年逼近長安，唐昭宗逃到華州被韩建劫持，殿後四軍被韩建所廢。最後有賴李克用、朱全忠率軍入援，唐昭宗得以於898年返回長安。900年宦官劉季述立唐昭宗嫡长子皇太子李𥙿為皇帝，改名李縝，尊昭宗为太上皇，将其软禁。901年李縝被崔胤所廢，改回原名李𥙿并降封為德王，昭宗復辟。而後宰相崔胤与宦官韓全誨争权，韓全誨强迫唐昭宗投靠自己的盟友李茂貞，崔胤緊急召喚朱全忠入援，朱全忠于是率軍圍困鳳翔。隔年，鳳翔軍糧草耗盡，李茂貞只好殺宦官韓全誨等人，與朱全忠和解。朱全忠趁機掌控朝中大權，還屠杀宦官數百人，派兵控制長安。崔胤後悔不已，有意擺脫朱全忠的威脅，暗中召募六軍十二衛，被朱全忠在長安的眼線所察觉。

## 殘唐而亡（904-907）

### 東遷洛陽（904-907）
904年朱全忠殺崔胤，逼迫唐昭宗遷都洛陽，長安城被毀。同年8月朱全忠弑帝，另立昭宗子李柷为帝，即唐哀帝。隔年，朱全忠杀李𥙿等昭宗年长九子，大肆貶逐朝官，並全部殺死於白馬驛，投屍於黄河，史稱白馬之禍，年末又听信诬告杀害枢密使蒋玄晖、哀帝母何太后、宰相柳璨等。

### 朱溫篡唐（907）
朱全忠本想等一統天下後再篡位，但因征淮南失利，所以提早於907年逼迫唐哀帝禅让，建國後梁，唐朝亡，五代十國時期开始:115。

## 後世影響
由於唐代的衰亡，中國失去了帶領東亞文明的能力，鄰國契丹、新羅、南詔和日本因而以唐文化為基礎獨立發展自己的文化。